# Kuchanur
Kuchanur é uma panchayat (vila) no distrito de Theni, no estado indiano de Tamil Nadu.

## Demografia
Segundo o censo de 2001,  Kuchanur  tinha uma população de 6118 habitantes. Os indivíduos do sexo masculino constituem 49% da população e os do sexo feminino 51%. Kuchanur tem uma taxa de literacia de 59%, inferior à média nacional de 59.5%: a literacia no sexo masculino é de 69% e no sexo feminino é de 49%. Em Kuchanur, 11% da população está abaixo dos 6 anos de idade.